# 初音礼子
初音 礼子（はつね れいこ、本名：小南 艶子（こみなみ つやこ）、旧姓：武藤、1908年〈明治41年〉1月7日 - 1987年〈昭和62年〉4月15日）は、日本の女優、元宝塚歌劇団雪組主演男役クラス・雪組組長。兵庫県神戸市出身。旧芸名は初音麗子。愛称は「キューピーさん」「ムーヤン」。

## 来歴・人物
松蔭高等女学校を中退後、1925年に宝塚歌劇団初舞台。14期生。初音麗子の芸名で活動を開始する。1935年から1945年まで雪組組長を務め、終戦前後に退団する。
戦後は『ホームラン狂時代』『カモとねぎ』など主に喜劇映画に出演する。1952年、初音礼子と改名する。1957年、宝塚新芸座に招かれて入座。のち座長となる。以来舞台、テレビドラマで典型的な浪花女の役で人気を集めた。1961年、53歳で実業家の小南覚次郎と結婚し、話題になった。
1987年4月15日死去。享年79。
2014年、宝塚歌劇の殿堂の最初の100人のひとりとして殿堂入りを果たした。

## 出演作品

### 宝塚歌劇団時代の主な舞台
- 玉蟲祈願（月組）（1930年5月1日 - 5月31日、宝塚大劇場）
- 再生の感激（雪組）（1932年12月1日 - 12月28日、中劇場）
- ルーレット（雪組）（1933年3月1日 - 3月31日、宝塚大劇場）
- 杭争ひ（雪組）（1933年8月1日 - 8月20日、中劇場）
- 兄彦弟彦（雪組）（1933年12月1日 - 12月28日、中劇場）
- 天龍寺船（雪組）（1934年6月1日 - 6月30日、宝塚大劇場）
- 双児は朗か／美はしの君（雪組）（1934年8月1日 - 8月31日、宝塚大劇場）
- 小谷落城／傷害保険（雪組）（1934年9月6日 - 9月24日、中劇場）
- 戀慕流し／メルヘンランド（雪組）（1935年1月1日 - 1月24日、宝塚大劇場）
- 磁石／愛と企み（雪組）（1935年7月1日 - 7月31日、宝塚大劇場）
- 戀愛策略（雪組）（1935年11月1日 - 11月30日、宝塚大劇場）
- 黒木御所／寶塚忠臣蔵（雪組）（1936年3月1日 - 3月31日、宝塚大劇場）
- 油賣り（雪組）（1936年5月6日 - 5月26日、中劇場）
- 太夫傘／ラ・ロマンス（雪組）（1936年8月1日 - 8月31日、宝塚大劇場）
- 野火（雪組）（1936年9月8日 - 9月25日、中劇場）
- 野狐／芦刈／セレナーデ（雪組）（1936年12月1日 - 12月28日、中劇場）
- 紅薔薇の城／黄金の初夢／セレナーデ（雪組）（1937年1月1日 - 1月17日、中劇場）
- 春のをどり／ブライア・ローズ（雪組）（1937年4月1日 - 4月30日、宝塚大劇場）
- 冷泉為恭／淺間嶽／ハワイ・ニューヨーク（雪組）（1937年8月1日 - 8月31日、宝塚大劇場）
- 淺間嶽／ジャズ・カレッテ（雪組）（1937年9月8日 - 9月23日、中劇場）
- 山伏攝待／光は東方より（雪組）（1937年12月1日 - 12月28日、中劇場）
- 光は東方より（雪組）（1938年1月1日 - 1月10日、中劇場）
- 風雲長崎時代／寶塚オーケストラの少女／ミシシッピー・ロマンス（雪組）（1938年2月1日 - 2月28日、宝塚大劇場）
- ごぶらん織（雪組）（1938年3月10日 - 3月21日、中劇場）
- 淺間嶽／楽しき唄／夏のをどり（雪組）（1938年7月10日 - 7月24日、中劇場）
- 当世嫁えらび／曠野の花（雪組）（1938年10月1日 - 10月31日、宝塚大劇場）
- 日本風俗繪巻（雪組）（1939年1月1日 - 1月25日、宝塚大劇場）
- 愛國大學生（雪組）（1939年6月26日 - 7月25日、宝塚大劇場）
- 草刈王子（雪組）（1940年1月26日 - 2月24日、宝塚大劇場）
- 赤十字旗は進む（雪組）（1940年4月26日 - 5月24日、宝塚大劇場）
- アルプスの山の娘（雪組）（1940年7月26日 - 8月25日、宝塚大劇場）
- 銃後の合唱（雪組）（1940年10月26日 - 11月24日、宝塚大劇場）
- 豊穣歌（雪組）（1941年5月27日 - 6月24日、宝塚大劇場）
- 大空の母／男女道成寺／海を渡る歌（雪組）（1941年8月26日 - 9月24日、宝塚大劇場）
- 美と力／花若仇討／新かぐや姫（雪組）（1942年7月26日 - 8月24日、宝塚大劇場）
- 撃ちてし止まむ／みちのくの歌（雪組）（1943年2月26日 - 3月24日、宝塚大劇場）

### 映画
- 雪割草（1939年）
- 鸚鵡は何を覗いたか（1946年）
- 三本指の男（1947年）
- ホームラン狂時代（1949年）
- 殿様ホテル（1949年）
- のど自慢狂時代（1949年）
- 闇に光る眼（1950年）
- 彼と彼女と名探偵（1950年）
- 戦慄（1950年）
- 寶塚夫人（1951年）
- 豪怪三人男（1951年）
- 昔話ホルモン物語（1952年）
- ボート8人娘（1952年）
- 恋の捕縄（1952年）
- アジャパー天国（1953年）
- 朝焼け富士 前篇（1953年）
- 朝焼け富士 後篇（1953年）
- 家庭の事情 馬ッ鹿じゃなかろうかの巻（1954年）
- 嫁とよばれてまだ三月（1954年）
- 続々魚河岸の石松 大阪罷り通る（1954年）
- 家庭の事情 おこんばんわの巻（1954年）
- 家庭の事情 ネチョリンコンの巻（1954年）
- 仇討珍剣法（1954年）
- 里見八犬伝（1954年）
- 石松故郷へ帰る（1955年）
- お父さんはお人好し（1955年）
- 母水仙（1955年）
- 正義の快男児 中野源治の冒険 完結篇 地下砲台の恐怖（1955年）
- 石松と女石松（1955年）
- アツカマ氏とオヤカマ氏（1955年）
- 狸小路の花嫁（1956年）
- ボロ靴交響楽（1956年）
- 泣き笑い土俵入り（1956年）
- 鼻の六兵衛（1956年）
- 権三と助十 かごや太平記（1956年）
- 箱入娘と番頭（1956年）
- 五十年目の浮気（1956年）
- げんこつ社員（1956年）
- チンドンやの娘（1957年）
- 南蛮寺の佝楼男（1957年）
- 美貌の都（1957年）
- 欲（1958年）
- 螢火（1958年）
- かた破り道中記（1959年）
- 青春の丘の上（1959年）
- あばれ街道（1959年）
- 親バカ子バカ（1960年）
- 白い牙（1960年）
- アワモリ君西へ行く（1961年）
- 河内風土記 続おいろけ説法（1961年）
- 新・狐と狸（1962年）
- 喜劇 団地親分（1962年）
- 暁の合唱（1963年）
- 河内風土記 おいろけ繁盛記（1963年）
- 何処へ（1966年）
- なつかしき笛や太鼓（1967年）
- 喜劇 夫婦善哉（1968年）
- カモとねぎ（1968年）
- 河内フーテン族（1968年）
- かげろう（1969年）
- 裸の十九才（1970年）
- 喜劇 おめでたい奴（1971年）
- 極道VSまむし（1974年）
- 泥の河（1981年）
- 男はつらいよ 浪花の恋の寅次郎（1981年）

### テレビ
- やりくりアパート（1958年4月6日 - 1960年2月28日、大阪テレビ放送）
- 時間ですよ第1シリーズ（1970年、TBS）
- 木下恵介・人間の歌シリーズ　俄－浪花遊侠伝（1970年、TBS）
- 東芝日曜劇場 （TBS）
  - 「一枚看板」（1972年）
  - 「子ばなれ」（1973年）
  - 「縁結び」（1974年）
  - 「しづやしづ」（1980年）
  - 「おんなの家 その13」（1983年）
- 大岡越前 第2部 第10話「下手人は火あぶり」（1971年、TBS） - お清
- 花ぼうろ（1976年、YTV）
- あかんたれ（1976年、THK）
- 小夜子の駅（1976年11月13日、NHK） - 内池スエ子
- 丼池太閤記（1977年、NHK）
- 虹を織る（1980年、NHK）：近所の女性
- お初天神（1980年、YTV）
- 吉宗評判記 暴れん坊将軍 第193話「名もなく貧しき母子草」（1982年、ANB） - おくめ
- 女系家族（1984年、YTV）
- 特捜最前線 第422話「姑誘拐・ニッポン姨捨物語! 」（1985年、ANB）
- いちばん太鼓（1985年、NHK）